# Zhou Yongkang

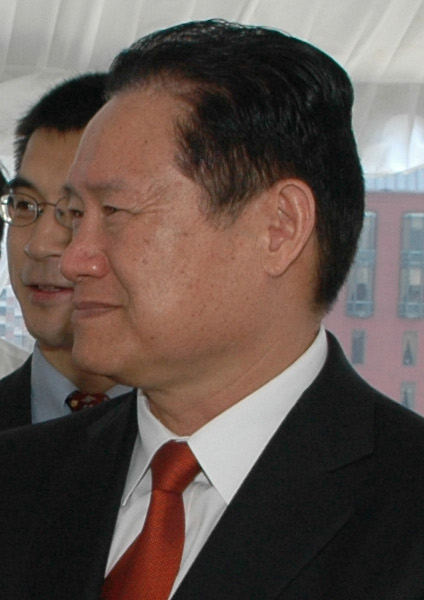
Zhou Yongkang, 2006

Zhou Yongkang (chiń. 周永康; pinyin Zhōu Yǒngkāng; ur. 1942) – chiński polityk komunistyczny.
Urodził się w Wuxi w prowincji Jiangsu, należy do grupy etnicznej Han. W 1964 roku wstąpił do Komunistycznej Partii Chin, dwa lata później ukończył studia inżynierskie na wydziale eksploatacji zasobów ziemskich Pekińskiego Instytutu Naftowego. Pracował w przemyśle petrochemicznym. 
W latach 1985–1988 był wiceministrem przemysłu naftowego, następnie wiceprezesem (1988-1996) i prezesem (1996-1998) Chińskiego Państwowego Koncernu Przemysłu Naftowego i Gazownictwa, po czym w okresie od 1998 do 1999 roku piastował urząd Ministra Zasobów Ziemskich. Od 1999 do 2002 roku był sekretarzem KPCh w prowincji Syczuan, następnie został awansowany na członka Biura Politycznego KC.
W latach 2003–2007 pełnił funkcję Ministra Bezpieczeństwa Publicznego oraz członka Rady Państwa. W latach 2007–2012 członek KC KPCh i przewodniczący Komisji ds. Polityki i Ustawodawstwa.
W sierpniu 2013 roku oskarżony został o korupcję. 5 grudnia 2014 roku został aresztowany i wyrzucony z partii. W procesie przed sądem w Tianjinie został uznany winnym łapownictwa, nadużyć władzy i ujawnienia tajemnic państwowych. 11 czerwca 2015 roku skazano go na dożywotnie pozbawienie wolności.